# أوبيسون (أورن)
أوبيسون هي بلدية في أورن في شمال غرب فرنسا.